# Суперкубок України з футболу 2011
Суперкубок України з футболу 2011 — 8-й розіграш Суперкубка України, щорічного футбольного матчу, в якому зустрічаються чемпіон Прем'єр-ліги і володар Кубка України  попереднього сезону. Матч відбувся 5 липня 2011 року на стадіоні «Ворскла» імені Олексія Бутовського в Полтаві. У ньому зустрілися «Шахтар» (Донецьк), володар «дубля» у сезоні 2010/2011 (переможець Прем'єр-ліги і володар Кубка України) і «Динамо» (Київ), яке посіло у Прем'єр-лізі сезону 2010/11 друге місце і стало фіналістом кубка. Перемогу в матчі здобуло «Динамо» (Київ) з рахунком 3:1.

## Статистика зустрічей
За час проведення розіграшів Суперкубка України «Динамо» з «Шахтарем» до цього матчу зустрічалися п'ять разів. У протистояннях команд перевага на боці «біло-синіх» — три перемоги «Динамо» проти двох «Шахтаря». За різницею забитих і пропущених м'ячів у киян також перевага — 7:5.
Головними бомбардирами у протистоянні цих команд також були гравці «Динамо» —  Тарас Михалик і Артем Мілевський. На їх рахунку по два забиті м'ячі. 
Найпопулярнішим рахунком є 1:1, який в основний час було зафіксовано тричі.

## Суддівство

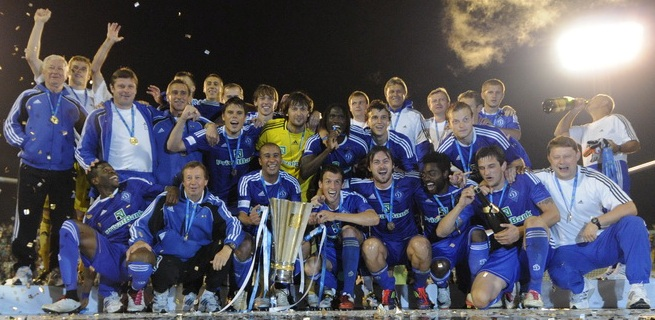
«Динамо» Київ

Головний арбітр — Юрій Вакс (Сімферополь). Асистенти на лініях — Володимир Володін (Херсон) та Сергій Беккер (Харків). Четвертий рефері — Віктор Швецов (Одеса), інспектор ФФУ — Ігор Хіблін (Хмельницький) .

## Технічні питання
6 червня 2011 року дирекція Прем'єр-ліги визначилася з місцем проведення матчу за «Інтер Суперкубок України». Через три роки поєдинок між донецьким «Шахтарем» та київським «Динамо» знову мав відбутися в Полтаві на стадіоні на стадіоні «Ворскла» імені Олексія Бутовського.
16 червня 2011 року відбулося жеребкування за визначенням господаря матчу. Номінально приймаючою стороною «Інтер Суперкубка України» став донецький «Шахтар».

## Протокол матчу
| 5 липня 2011 21:00 EEST +19°C |

| «Шахтар»        | 1:3      | «Динамо»                                   |
| --------------- | -------- | ------------------------------------------ |
| Фернандінью 14' | Протокол | 5' Гусєв (пен.) 32' Діакате 83' Мілевський |

| «Ворскла» ім. О.Бутовського, Полтава Глядачів: 24 750 Арбітр: Юрій Вакс (Сімферополь) |

| «Шахтар» Донецьк | «Динамо» · Київ |

| Шахтар:       |    |                   |         |
|               |    |                   |         |
| В             | 30 | Андрій Пятов      |         |
| ЗХ            | 33 | Дарійо Срна (к)   | 40'     |
| ЗХ            | 5  | Олександр Кучер   |         |
| ЗХ            | 44 | Ярослав Ракицький |         |
| ЗХ            | 13 | В'ячеслав Шевчук  |         |
| ПЗ            | 3  | Томаш Гюбшман     |         |
| ПЗ            | 7  | Фернандінью       | 14' 40' |
| ПЗ            | 22 | Генріх Мхітарян   | 64'     |
| ПЗ            | 20 | Дуглас Коста      |         |
| ПЗ            | 19 | Вілліан           |         |
| НП            | 9  | Луїс Адріану      | 71'     |
| Запасні:      |    |                   |         |
| В             | 25 | Олександр Рибка   |         |
| ЗХ            | 32 | Микола Іщенко     |         |
| ПЗ            | 29 | Алекс Тейшейра    | 64' 85' |
| ПЗ            | 19 | Олексій Гай       |         |
| ЗХ            | 14 | Василь Кобін      |         |
| НП            | 31 | Дентінью          |         |
| НП            | 17 | Євген Селезньов   | 71'     |
| Тренер:       |    |                   |         |
| Мірча Луческу |    |                   |         |

| Динамо:     |    |                           |                       |
|             |    |                           |                       |
| В           | 1  | Олександр Шовковський (к) |                       |
| ЗХ          | 2  | Даніло Сілва              |                       |
| ПЗ          | 5  | Огнен Вукоєвич            | 61'                   |
| ЗХ          | 6  | Горан Попов               | 40'                   |
| ПЗ          | 9  | Андрій Ярмоленко          | 84' 90+3'             |
| НП          | 10 | Артем Мілевський          | 75' 83'               |
| ЗХ          | 15 | Папе Діакате              | 32'                   |
| ПЗ          | 20 | Олег Гусєв                | 5' (пен.) 45+1' 90+4' |
| ПЗ          | 23 | Роман Єременко            | 15'                   |
| ПЗ          | 25 | Лукман Аруна              | 65'                   |
| ЗХ          | 37 | Аїла Юссуф                | 40'                   |
| Запасні:    |    |                           |                       |
| В           | 35 | Максим Коваль             |                       |
| НП          | 7  | Андрій Шевченко           |                       |
| ПЗ          | 8  | Олександр Алієв           | 90+3'                 |
| ПЗ          | 19 | Денис Гармаш              | 90+4'                 |
| ЗХ          | 30 | Бадр Ель-Каддурі          | 65'                   |
| ЗХ          | 34 | Євген Хачеріді            |                       |
| ПЗ          | 36 | Мілош Нінкович            |                       |
| Тренер:     |    |                           |                       |
| Юрій Сьомін |    |                           |                       |

| АРБІТРИ - Асистенти: - Володимир Володін (Херсон - Сергій Беккер (Харків) - Четвертий: Віктор Швецов (Одеса) - Інспектор ФФУ: Ігор Хіблін (Хмельницький) | ПРАВИЛА МАТЧУ - 90 хвилин основного часу. - Пенальті, якщо після основного часу рахунок рівний. - Сім гравців на заміні. - Максимум 3 заміни у матчі. - Одночасно на полі не більше 7 легіонерів у кожній команді. |

| Переможець Суперкубка України 2011 |
| ---------------------------------- |
|                                    |
| «Динамо» (Київ) П'ятий титул       |